# Kastell Benningen
Das Kastell Benningen war ein römisches Militärlager an der Neckarlinie des Neckar-Odenwald-Limes. Es liegt als Bodendenkmal in einem weitgehend nicht überbauten Bereich am östlichen Rande der heutigen Ortschaft Benningen am Neckar, einer Gemeinde des Landkreises Ludwigsburg in Baden-Württemberg. Es war Bestandteil und Zentrum einer größeren, militärisch-zivilen Siedlungsagglomeration im Mündungsgebiet der Murr in den Neckar.

## Forschungsgeschichte

Studions Kastellzeichnung (1597)

Das Kastell wurde bereits Ende des 16. Jahrhunderts durch den Marbacher Präzeptor Simon Studion erstmals untersucht und beschrieben. Danach fiel es für über zweihundertundfünfzig Jahre wieder in Vergessenheit, bis sich im 19. Jahrhundert das Interesse gebildeter bürgerlicher Schichten auf die antiken Zeugnisse in Deutschland richtete.
Von 1877 bis 1888 hatte die württembergische Regierung eine staatliche Limes-Kommission zur Erforschung der römischen Militäranlagen im Lande eingesetzt. Ihr gehörten neben Historikern auch Offiziere an. Es war besonders General Eduard von Kallee, der 1886 aus den Aufzeichnungen von Simon Studion erkannte, dass es sich bei den dort angegebenen Mauerzügen um ein Kastell handeln musste. Nachdem die Römer im Abstand von etwa 15 km eine solche Einrichtung bauten, war nunmehr das fehlende Kastell in der Neckarlinie Köngen-Cannstatt-Benningen-Walheim-Böckingen-Wimpfen gefunden worden.
Erste moderne archäologische Erforschungen unternahm 1898 die Reichs-Limeskommission durch den zuständigen Streckenkommissars Adolf Mettler (1865–1938). Seither wurden immer wieder Ausgrabungen durchgeführt, in jüngerer Zeit unter der Aufsicht des Landesdenkmalamtes Baden-Württemberg. Zumeist handelte es sich dabei um Not- oder Rettungsgrabungen, da das römische Militärlager von Benningen als einziges nicht überbautes Kastell der Neckarlinie für die Nachwelt als Bodendenkmal weitestgehend unangetastet erhalten werden soll.

## Befunde

Kastellgrundriss zur Zeit der Ausgrabung von 1898

Von einem frühen Holz-Erde-Kastell konnten bei einer Untersuchung durch das Landesdenkmalamt nur noch wenige Spuren festgestellt werden. Das spätere Steinkastell bedeckt mit einer Abmessung von 163 × 134 Metern eine Fläche von rund 2,2 Hektar. Das viertorige Lager war von einem 7,5 m breiten und 2,5 m tiefen Spitzgraben umgeben und mit einer an den Ecken abgerundeten Mauer von 1,5 m Stärke bewehrt. Alle vier Ecken dieser Wehrmauer waren mit Türmen versehen, jeweils zwei weitere Türme befanden sich seitlich der Tore. Das Kastell war mit seiner Porta praetoria (Haupttor) nach Nordosten, zum Neckar hin ausgerichtet.
Im Zentrum des Kastellinneren konnten Teile der Principia (Stabsgebäude) nachgewiesen werden, im nordöstlichen Bereich, zu beiden Seiten der Via praetoria (Ausfallstraße) und nur durch die Via sagularis (Lagerringstraße) von der Mauer getrennt, zwei Horrea (Speichergebäude). Die restliche Lagerinnenfläche wurde bislang nicht untersucht. Aus dem Kastellareal stammen vergoldete Fragmente einer Großbronze, die in das 2. Jahrhundert n. Chr. datieren und möglicherweise zu einem Kaiserbild gehören, wie es im Fahnenheiligtum aufgestellt gewesen ist. Dieses Fahnenheiligtum war zur Zeit des Obergermanisch-Raetischen Limes Bestandteil jedes Kastells, in dem eine selbständige Truppe stationiert war.
Der sich um das Kastell herum entwickelnde Vicus, das zivile Lagerdorf, wurde bislang kaum systematisch erforscht. Sein Zentrum dürfte sich westlich und südwestlich des Lagers befinden. Entlang der Verbindungsstraßen zu den benachbarten Garnisonen in Cannstatt und Walheim befanden sich ausgedehnte Gräberfelder.

## Baugeschichte

Lageplan zur Zeit der Ausgrabung von 1898

Das Kastell Benningen wurde in domitianischer Zeit, wohl um das Jahr 85 n. Chr. zunächst als Holz-Erde-Bauwerk errichtet. Es gehörte in eine Reihe von insgesamt sechs Militäranlagen, mit denen in dieser Zeit eine Strecke von etwa 60 km entlang des Neckars militärisch gesichert wurde, die vom Kastell Wimpfen im Tal bis zum Kastell Köngen reichte.
Benningen war Standort der Auxiliareinheit Cohors XXIV voluntariorum civium Romanorum („24. Kohorte freiwilliger römischer Bürger“). Diese Truppe war möglicherweise bereits unter Kaiser Domitian (81–96) hierher verlegt worden. Möglicherweise lag die Einheit aber vor dem Einzug in Benningen noch zwischenzeitlich bis zur Aufgabe des Kastells Sulz am Neckar-Odenwald-Limes. Im frühen 2. Jahrhundert erbaute die Einheit anstelle des alten Holz-Erde-Kastells eine Anlage mit massiver Steinumwehrung. Um 159/160 n. Chr. wurde der Limes nach Osten vorgeschoben, das Kastell aufgelassen und die Besatzung in das Kastell Murrhardt vorverlegt.
Neben dieser Einheit sind auch noch diverse Numeri belegt. Der Numerus Brittonum Murrensium („Einheit der Brittonen an der Murr“) war möglicherweise noch vor der 24. Kohorte hier stationiert, bevor er dann zum Kastell Heilbronn-Böckingen verlegt und in Benningen durch die Exploratores Triboci et Boi („Aufklärungseinheit der Triboker und Boier“) ersetzt wurde.

## Kastellvicus

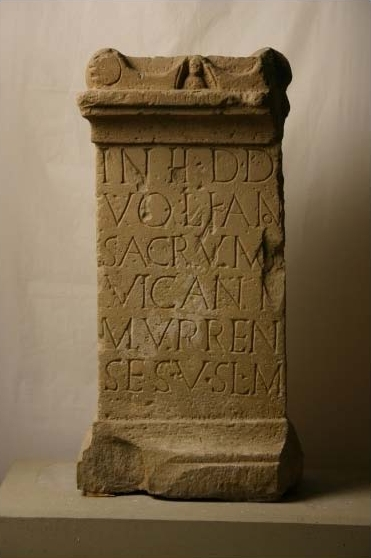
Altar für Vulkan, auf dem die Bewohner des Vicus an der Murr genannt werden.

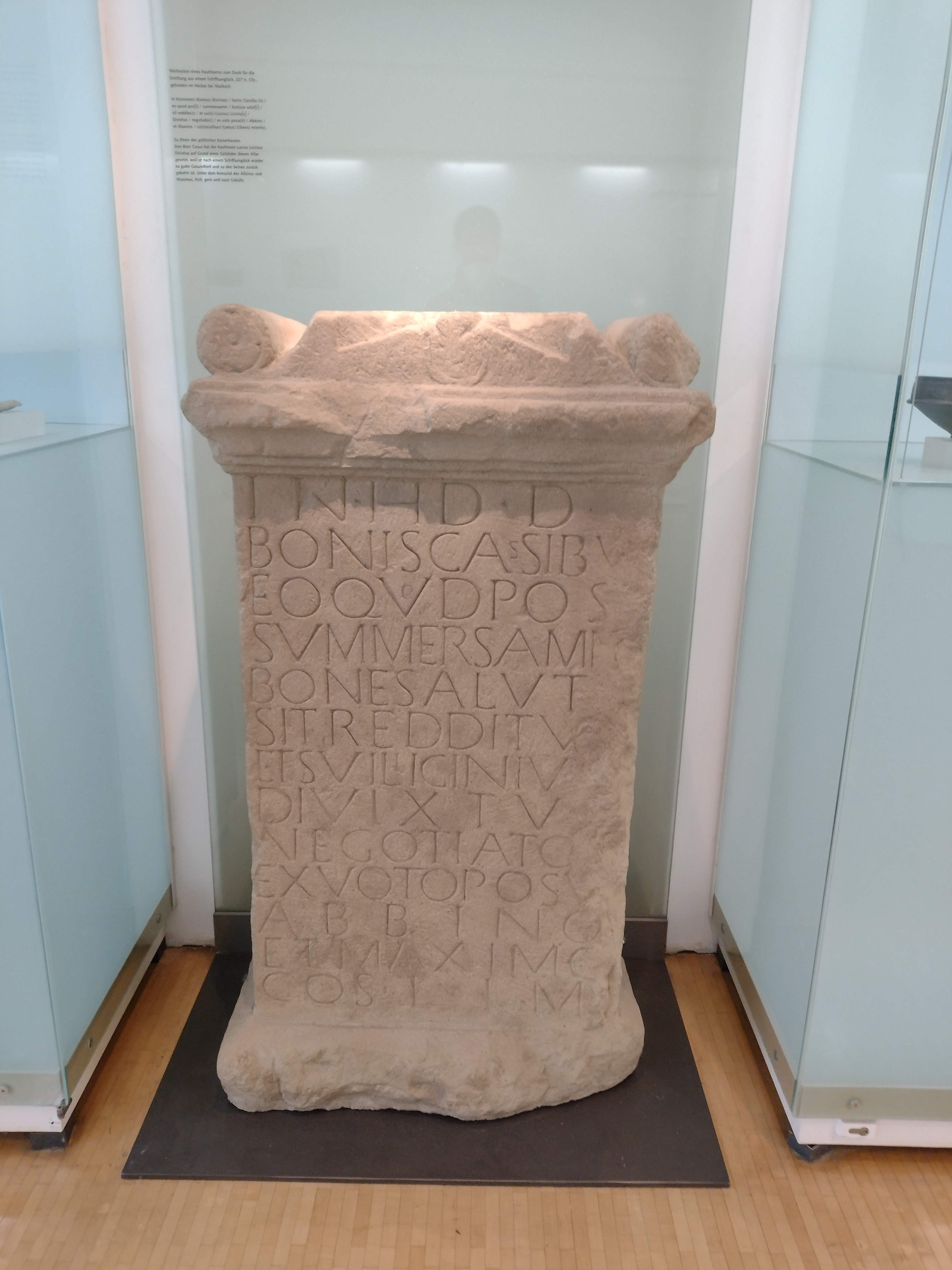
Weihestein zum Dank für ein überlebtes Schiffsunglück

Wie bei jedem längerfristig angelegten römischen Militärlager hat sich auch in Benningen ein Vicus gebildet, in dem sich die Angehörigen der Soldaten und Veteranen, sowie Händler, Handwerker, Gastwirte, Prostituierte und anderer Dienstleister niederließen, die den Bedarf der Soldaten und ihrer Angehörigen deckten. Die im Vicus gemachten Funde zeigen, dass es sich bei dem Benninger Lagerdorf um ein recht bedeutsames „Mittelzentrum“ für das Umland gehandelt haben dürfte. Zahlreiche Töpferöfen und die bei diesen gefundenen Keramiken zeugen von einem breiten Produktionsspektrum und vom Wohlstand der Siedlung. Nicht zuletzt durch seine verkehrsgünstige Lage am Neckar überdauerte der Vicus den Abzug der Militärs und bestand bis ins 3. Jahrhundert. Schließlich dürfte er in der Zeit der innen- und außenpolitischen sowie wirtschaftlichen Krise des Imperiums um die Mitte des 3. Jahrhunderts aufgegeben oder zerstört worden sein.
Die Bewohner der Region sind durch Inschriftensteine als Vicani Murrenses („Vicusbewohner von der Murr“) überliefert. Ob sich dieser Name auf eine oder mehrere Siedlungen bezieht, muss offen bleiben. Daraus einen einzelnen Ort Vicus ad Murram ableiten zu wollen, ist unseriös. Es handelt sich um ein vielfältig untergliedertes Siedlungsareal. Die einzige zu der Thematik bislang erschienene Gesamtdarstellung spricht daher auch von Vici ad Murram, benutzt also den Plural. (Siehe auch den folgenden Abschnitt).

## Schiffslände und Gewerbegebiet an der Murr, weitere Besiedlungsspuren
Die römische Siedlungsagglomeration im Mündungsgebiet der Murr in den Neckar setzt sich auch nördlich von Benningen auf dem Gebiet der Gemeinde Murr fort. Dort wurden bei Rettungsgrabungen in den Jahren 1990 und 1994 unter der Leitung von Dieter Planck und Ingo Stork auf einem Areal vom insgesamt 200 m mal 400 m in den Hangbereichen am rechten Ufer der Murr umfangreiche Funde und Befunde gemacht. Diese stehen vermutlich im Kontext einer weit großflächigeren Siedlungsverdichtung, die sich durch zahlreiche Villae rusticae, Gewerbebetriebe, Gräber und Gräberfelder, mögliche weitere Vici und eine Brücke über den Neckar nachweisen ließen. Insgesamt erstreckt sich die Verdichtung römischer Hinterlassenschaften auf die Gebiete von Freiberg, Benningen, Murr, Marbach am Neckar und Steinheim an der Murr.
An der unmittelbaren Murrmündung hatte sich bereits um 100 n. Chr. eine dauerhafte Ansiedlung im Vorfeld des Kastells von Benningen gebildet, zu dessen infrastrukturellen Installationen sie vermutlich gehörte. 1990 konnten bei Straßenbaumaßnahmen in der Bottwartalstraße umfangreiche Siedlungsreste beobachtet werden. Neben einem großen Wohn- und Wirtschaftsgebäude mit massiven Mauern und Fußbodenheizung lagen fünf Töpferöfen und der Ziegelofen eines größeren Handwerksbetriebes. Von vier dazugehörigen Wohnhäusern hatten sich meist nur noch die Keller erhalten. Ein weiteres Bauwerk wies stark fundamentierte Pfeiler aus Sandsteinblöcken auf. Es öffnete sich zur Murr hin und war vermutlich eine Schiffshalle oder eine Werft. Die umfangreiche Siedlung dieser Schiffslände erstreckte sich entlang der Murr bis zum Ortsrand der Gemeinde. Bei einer Rettungsgrabung im Jahr 2015, die wegen des Baus eines Radweges auf Marbacher Gemarkung notwendig geworden war, hat man Mauern und Fundamente von mehreren Gebäuden freigelegt, die ebenfalls in diesem Kontext stehen und auf der anderen Seite der Murr eine weitere Schiffslände anzeigen. Das nördliche Gebäude war mit Fußboden- und Wandheizung ausgestattet. Die verputzten Wände waren farbig gestaltet. Gefunden wurde Terra Sigillata aus Rheinzabern, Münzen aus der Zeit zwischen 222 und 235 n. Chr., ein Schwertscheidenbügel sowie Fragmente eines Reliefs der Epona.
Das verkehrsgünstig gelegene Murrmündungsgebiet scheint eine wichtige Station für die Binnenschifffahrt gewesen zu sein, da Boote von hier aus bis in den Rhein und darüber bis zur Nordsee gelangen konnten. Ein nicht zu unterschätzender Standortvorteil für den Handel der Vicani.  Im Bereich südlich des Zusammenflusses von Murr und Neckar wurden bereits in den vergangenen Jahrhunderten Weihesteine gefunden, die sich auf die Schifffahrt beziehen. So wurde 1779 ein Weihestein des Schiffers Gaius Iulius Urbicus an den Schutzgott der Schiffsleute gefunden, sowie einen Altarstein des Kaufmannes Lucius Licinius Divixtus aus dem Jahr 227 zum Dank für ein gut überstandenes Schiffsunglück. Möglicherweise befand sich oberhalb der Neckarschleife ein Heiligtum, das die Flussschiffer vor dem Antritt ihrer Reise, oder nach ihrer glücklichen Heimkehr aufsuchten.

## Fundverbleib
Das bei den Grabungen zu Tage gekommene Fundmaterial befindet sich im Württembergischen Landesmuseum Stuttgart sowie im Römermuseum Benningen, das im Rathaus untergebracht ist. Unmittelbar neben dem Rathaus befindet sich eine kleine archäologische Zone, in der ein Teilstück einer der Vicusstraßen freigelegt und konserviert wurde. Hier befinden sich auch einige Inschriftensteine sowie eine Nachbildung der Jupitergigantensäule von Walheim.
Ein weiteres kleines Museum in Benningen, das sich unter anderem auch mit der römischen Geschichte des Ortes befasst, ist das „Museum im Adler“, untergebracht in einem ehemaligen Bauernhof und Gasthaus aus dem Jahre 1630.

## Denkmalschutz
Das Bodendenkmal Kastell Benningen ist geschützt als eingetragenes Kulturdenkmal im Sinne des Denkmalschutzgesetzes des Landes Baden-Württemberg (DSchG). Nachforschungen und gezieltes Sammeln von Funden sind genehmigungspflichtig, Zufallsfunde sind an die Denkmalbehörden zu melden.
Das Kastell Benningen und die erwähnten Bodendenkmale sind außerdem als Abschnitt des Obergermanisch-Rätischen Limes seit 2005 Teil des UNESCO-Welterbes.